# Музей театра Ла Скала
Музей театра Ла Скала (итал. Museo teatrale alla Scala) — частный исторический музей в городе Милан в Италии, собрания которого посвящены истории театра Ла Скала. Основан 8 марта 1913 года. Расположен в особняке Рикорди на площади Антонио Гирингелли. Экспозиции музея включают собрание картин, относящихся к миру театра и оперного театра, в частности, сценографические зарисовки, старинные музыкальные инструменты, письма и автографы театральных деятелей.

## История и собрания
Основание музейным собраниям было положено покупкой в 1911 году на аукционе в Париже частной коллекции торговца антиквариатом и большого поклонника театра Джулио Самбона. Для приобретения коллекции были выделены государственные средства и открыта подписка. В то время абонентская плата составляла пять тысяч лир, что в современном эквиваленте составляет около пятнадцати тысяч евро. Коллекция представляла собой документированную историю театральных представлений без привязки к истории театра Ла Скала. Официальное открытие музея состоялось 8 марта 1913 года.
В последующие годы собрания музея увеличились за счёт даров и приобретений. Во время Второй мировой войны коллекции были помещены в безопасные места для хранения. После войны здание музея было реконструировано под руководством искусствоведа Фернанды Виттгенс. Современная выставочная площадь музея состоит из четырнадцати залов с экспозициями, которые включают бронзовые и мраморные бюсты и портреты европейских композиторов, дирижёров и художников XIX—XX веков, старинные музыкальные инструменты. На некоторых картинах изображен театр Ла Скала. Например, на картине кисти Анджело Инганни изображён фасад театра Ла Скала в 1852 году, когда площадь перед ним ещё не была открыта.
Особо ценными произведениями, представленными в музее, являются: виргинал XVII века работы Франческо Гварачино, коллекция каподимонтского, джинорийского и мейссенского фарфора с изображениями масок из комедии дель арте, музыкантов, музыкальных инструментов и танцоров, эскиз для второго занавеса театра Ла Скала работы Анджело Монтичелли, музыкальные инструменты работы Эваристо Баскениса, портрет Марии Малибран кисти Луиджи Педрацци, портрет Джудитты Паста кисти Джоаккино Серанджели, бюст Никола Таккинарди работы Антонио Кановы, фортепиано фирмы «Стэнвей и сыновья», принадлежавшее Ференцу Листу, портрет Джузеппе Верди кисти Акилле Скалезе, мраморный бюст Артуро Тосканини работы Адольфо Вильдта.

## Библиотека и архив
К зданию музея примыкает библиотека имени Ливии Симони, основанная одновременно с музеем, книжный фонд которой на время основания составлял около десяти тысяч томов по истории, театральной критике и музыкальных партитур. В 1954 году благодаря завещанию театрального критика и драматурга Ренато Симони библиотека увеличила всю свою коллекцию до сорока тысяч томов. В память о матери дарителя библиотеке было присвоено имя Ливии Симони. Затем в библиотечный фонд поступили ещё два больших собрания — от актёра Руджеро Руджери и писателя Арнальдо Фраккароли.
В настоящее время книжное собрание библиотеки составляет более ста пятидесяти тысяч томов, что делает его одним из самых больших и важных собраний в театральной, певческой, музыкальной и танцевальной областях. Библиографическое наследие включает редкие тома XVI века с изображениями на религиозные и светские темы, престижные иллюстрированные издания XVII века и большое количество копий с автографами и аннотациями деятелей искусства.
Архивный раздел библиотеки содержит обширные коллекции сценографических зарисовок, театральных фигур, фотографий, программок и афиш, оперных либретто, писем актеров, режиссёров, композиторов и певцов, которые сотрудничали с театром Ла Скала с XVII века по настоящее время. В архиве также хранятся многочисленные рукописные партитуры Джузеппе Верди, Джоакино Россини, Джакомо Пуччини и Гаэтано Доницетти, полные музыкальные рукописи сочинений, в том числе «Реквиема» Джузеппе Верди и «Танкреди» Джоакино Россини, а также отдельные страницы и зарисовки Вольфганга Амадея Моцарта, Людвига Ван Бетховена, Джакомо Пуччини, Гаэтано Доницетти, Винченцо Беллини.